# Arturo Guerra Gómez
Arturo Guerra Gómez (Logroño) más conocido como Arturo Guerra, es un entrenador de fútbol español  que actualmente dirige al Náxara Club Deportivo de la Segunda Federación.

## Trayectoria
Arturo comenzó su carrera en los banquillos trabajando en las categorías inferiores del Valvanera Club Deportivo, al que llegó en 1995 y en el que estuvo hasta 2004, siendo entrenador de los equipos cadete y juvenil en el que destacó un ascenso y la permanencia en categoría Juvenil Nacional. 
De 2004 a 2014 trabajó en la Escuela de Fútbol de Mareo, desarrollando labores de coordinación y de entrenador de equipos infantiles, cadete y principalmente Juvenil.
En la temporada 2014-15, sería segundo entrenador de Diego Martínez Ruiz en el Club Deportivo Arnedo de la Tercera División de España - Grupo XVI.
En la temporada 2016-17, llegaría junto a Diego al Náxara Club Deportivo de la Tercera División de España - Grupo XVI, en el que estaría durante 3 temporadas y con el que logró durante tres años consecutivos clasificarse para play off de ascenso y al que estuvo cerca de ascender a Segunda B en su primera temporada en la que su equipo logró 117 goles, siendo eliminado por el Peña Sport Fútbol Club. 
El 13 de marzo de 2019, firma como segundo entrenador del CD Izarra de Segunda División B.
El 1 de junio de 2020, firma como segundo entrenador del CD Calahorra de Segunda División B.
En la temporada 2021-22, sería segundo entrenador del primer equipo del Club Deportivo Numancia de Soria de la Segunda Federación, a las órdenes de Diego Martínez, con el que lograrían el ascenso de categoría. 
El 7 de noviembre de 2022, serían destituidos tras 11 jornadas en el cargo.
El 11 de enero de 2023, firma por el Náxara Club Deportivo de la Tercera Federación. El 16 de abril de 2023, tras cuatro meses en el cargo, logra el ascenso a la  Segunda Federación, tras finalizar en primera posición del grupo riojano de Tercera Federación.

## Clubes

### Como entrenador
| Club                                     | País   | Año             |
| ---------------------------------------- | ------ | --------------- |
| Club Deportivo Arnedo (2º entrenador)    | España | 2014-2015       |
| Náxara Club Deportivo (2º entrenador)    | España | 2015-2018       |
| Club Deportivo Izarra (2º entrenador)    | España | 2019            |
| Club Deportivo Calahorra (2º entrenador) | España | 2020-2021       |
| Club Deportivo Numancia (2º entrenador)  | España | 2021-2022       |
| Náxara Club Deportivo                    | España | 2023-actualidad |